# 情敌复仇战
是一部2014年美国浪漫喜剧电影，由尼克·卡索维茨导演，梅丽莎·斯塔克编剧，卡麥蓉·狄亞、莱斯莉·曼恩、凯特·阿普顿、尼可拉·科斯特-瓦尔道、妮琪·米娜、泰勒·金尼和唐·约翰逊主演。影片讲述了三个女人——卡莉（迪亚兹饰）、凯特（曼恩饰）和安珀（阿普顿饰）爱上同一个男人，四方关系被揭开后，三人决定报复马克。
影片的开发于2012年1月开始，20世纪福克斯聘请斯塔克编写基于1996年喜剧片《大老婆俱乐部》原始思路的剧本。选角工作于2012年11月展开，2013年6月结束。电影于2013年4月29日在纽约开机，取景地包括曼哈顿、长岛、汉普顿和巴哈马。亚伦·齐格曼创作配乐，LBI Productions制作。
电影2014年4月25日在美国发行，20世纪福克斯负责全球发行。尽管评价负面，但电影在票房上获得了成功，上映首周末占据票房榜首位，全球票房超过1.96亿美元，而预算为4000万美元。影片的DVD和蓝光于2014年7月29日发行，在家庭媒体销售上获得1300万美元以上，成績亮眼。

## 剧情
律师卡莉八个星期前与新男友马克有过性交。但当马克告诉卡莉自己将要离城外出时，慌了神的卡莉决定上他家去勾引他，不巧碰到了马克的正室凯特。尽管两人起初充满敌意，但后来变得愈发亲密。凯特发现马克还与另一个女人见过面，最初她认为这个女人是卡莉。然而，她和卡莉发现马克见过的第三个女人是安珀。
卡莉与凯特前往海滩，让凯特说服安珀。两个女人告诉安珀马克一直在欺骗所有的人。他们决定展开报复，于是就把雌性激素和泻药偷偷掺进他的饮料里，让他胸部发育并腹泻，又把脱毛膏放进他的洗发水里。通过搞恶作剧，她们发现马克挪用了他所在的单位的各家公司的公款。同时，卡莉与凯特的弟弟菲尔产生好感。此外，安珀向卡莉透露马克还爱上其他人。然而凯特却发现自己在投资者晚餐过后再次爱上马克，三人的友情开始动摇。卡莉暴露马克的欺诈行为，这让凯特深感不安。
后来，马克以出差为由前往巴哈马群岛，凯特决定跟他前往，揭穿他的真正目的。她发现卡莉和安珀也到了机场，两人表示凯特被马克用来当自己所持公司的法人，一旦被发现，凯特就要坐牢。三人发现马克在旅行中又与另外一个女人碰面。由于站在马克的角度有可能会坐牢，凯特必须在卡莉的帮助下实施行动。
马克休完假回来后在办公室里碰到了卡莉。卡莉的助手莉迪亚把马克锁在办公室里，马克惊讶地发现三个女人走到了一起。她们用马克的不忠心和挪用公款的罪名与他对峙。凯特让自己的律师卡莉把离婚文件与自己和马克的资产清单递给马克。凯特透露她已经为公司追回赃款，好让自己脱身，但这也让马克破产。感到震惊的马克开始歇斯底里。此外，马克的商业伙伴尼克到场，他发现了马克的罪行，于是开除了马克。愤然离去的马克一头撞破办公室的玻璃墙，身受重伤。随后他发现自己的车被拖走，还吃了法蘭克一拳。欣赏凯特诚实的尼克让她接管了马克的工作。
后来卡莉与菲尔恋爱，两人正期待着孩子的降生。安珀与法蘭克结婚，而凯特与马克以前的生意伙伴担任CEO，公司正由她领导。

## 演员

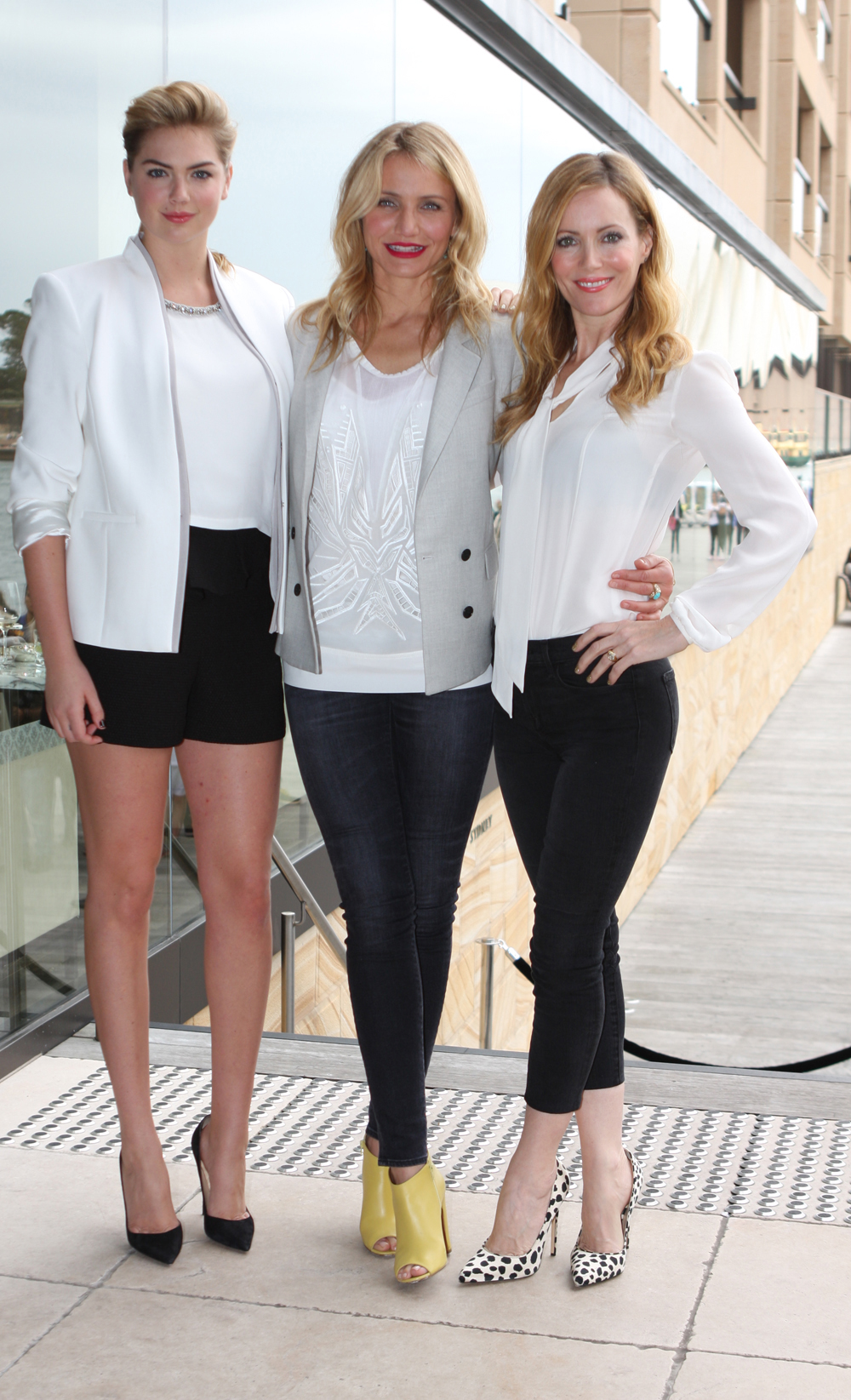
电影主创

- 卡麥蓉·狄亞 飾 卡莉·惠顿，律师，发现男朋友马克已经结婚，还有另一个女朋友。[3]。
- 莱斯莉·曼恩 飾 凱特·金，馬克的老婆，家庭主妇，发现丈夫马克背着她与两个女人出轨[3]。
- 凱特·阿普頓 飾 安珀，马克的第二个女朋友，是每位老婆都害怕的噩夢小三。[3]。
- 尼可拉·科斯特-瓦爾道 飾 馬克·金，商人，欺骗了妻子凯特和两个女朋友卡莉和安珀尔[3]。
- 妮琪·米娜 飾 莉蒂婭，卡莉在辦公室的助理，每天都打扮得相當時尚。片尾幫助卡莉一行人捉著馬克。[3]。
- 泰勒·金尼 飾 菲爾，凯特的哥哥，和卡莉懷有一胎。[3]。
- 唐·约翰逊 饰 法蘭克，卡莉·惠顿的父亲，与年龄是自己一半的女人约会，最後和安珀結婚。[3]。
- 大衛·桑頓（英语：David Thornton (actor)）飾 尼克[3]
- 奥利维亚·卡波 饰 黑发美女[3]

## 制作

### 开发
2012年1月16日，20世纪福克斯宣布聘请2007年黑名单上榜编剧梅丽莎·斯塔克写一个未定名的女性报复题材喜剧，LBI Production的朱莉·优恩担任制片。影片剧本最初受1996年电影《大老婆俱乐部》的启发，但该片剧情线索比较早。11月13日，影片正式定名为《情敌复仇战》。2013年1月31日，签约为本片导演。

### 选角
2011年11月13日，《TheWrap》杂志报道卡麥蓉·狄亞正为主角洽谈。迪亚兹的代表人还透露女演员克里斯汀·韦格有望出演妻子一角。2012年3月13日，莱斯莉·曼恩和尼可拉·科斯特-瓦尔道商讨加盟本片，而迪亚兹证实了她的角色。4月15日，凯特·阿普顿宣布加盟影片，泰勒·金尼宣布参与角色会谈。4月25日，妮琪·米娜宣布加盟本片，首次出演电影。6月5日，唐·约翰逊加盟本片饰演迪亚兹的父亲。

### 摄制
2013年3月，影片预计于2013年晚春或初夏时节在纽约开机拍摄。随后据称制作将在2013年5月启动。主体摄影于2013年4月29日展开，2013年8月27日杀青。大部分镜头在纽约取景，包括长岛、汉普顿、西汉普顿海滩。6月下旬，某些场景在曼哈顿华埠取景。7月18日至8月23日，剧组于巴哈马群岛拿骚新普罗维登斯岛取景。亚特兰蒂斯度假中心用作外景地。曼哈顿苏河区的蒙德里安酒店伊索拉酒吧被用作三个女人在片尾举杯庆祝的场景。

### 配乐
影片由亚伦·齐格曼配乐。整张专辑包括伊特·珍、伊斯特·迪恩、莫奇巴合唱团、辛蒂·罗波、布瑞特·尼古勒、帕蒂·格里芬、洛德、凯西亚·科尔和伊基·阿塞莉娅等歌手的作品。

## 发行
3月31日，影片首映礼在阿姆斯特丹举行，又于翌日的4月1日在伦敦可胜梅菲尔电影院举行。影片于12月21日在加利福尼亚州威斯特伍德首映。
2014年3月25日，福克斯就美国电影协会就影片的性暗示给出限制级提出上诉。片方希望得到PG-13，因为根据Box Office Mojo数据，以前的限制级电影平均票房仅为780万美元。因此4月9日，美国电影协会撤回限制级，授予电影PG-13级。消息人士证实对影片取得的PG-13没有异议.。影片于2014年4月24日在荷兰上映，4月25日登陆美国。

### 票房表现
电影票房是制片成本的五倍。影片于2014年4月25日在全美3205家影院以榜首成绩开画，三天赚得247万美元，领跑周末票房榜。影片在美国赚到83,911,193美元，在其他国家转到112,870,000美元，合共196,781,193美元。
影片于2014年4月24日在香港上映，首周末累计票房296万港币，位列票房榜第五位，落后于《红VAN》。影片于2014年4月18日在台湾上映，首周末票房527万新台币，位列票房榜第三位，紧随《分歧者：异类觉醒》和《美国队长2：冬日战士》。
2014年11月13日，电影在韩国329块银幕上映，首周票房4.0亿韩元，紧随韩国电影《时尚王》。
| 上一届： 《美国队长2：冬日战士》 | 2014年美國週末票房冠軍 第17周 | 下一届： 《超凡蜘蛛侠2》 |

### 家用媒体
影片的DVD和蓝光于2014年7月29日发布。蓝光版增加花絮镜头、Giggle Fit、剧照和删减画面。在美国，DVD销售赚到9,592,336美元，蓝光销售转到4,163,463美元，合共13,755,799美元。

## 评价

### 专业评价
影片获得負面的评级。影片聚合网站烂番茄基于145条评论，给予影片23%的评价，评级得分4.2分（满分10分）。网站共识指出：“影片绝对拥有天才般的血统，但所有技能永远不能由一个满足于廉价的笑点的故事来承担，不能触及赋予影片的潜力。”Metacritic基于35条评论，给出39分（满分100分）的平均得分，表示差评。
《综艺》杂志的贾斯汀·陈表示，“夸张的摔跤和差到无语的布景，毫无疑问影片具有卑劣的讽刺意味，传递出女人耍手段的兴趣点。”《好莱坞报道者》影评人托德·麦卡锡认为，“若导演尼克·卡索维茨借鉴喜剧的手法，会是一个帮助。”影音俱乐部的伊根纳提·威什内维提斯基给予本片C-评级，表示：“突然间，有一条带斑点的大丹犬蹲坐在曼哈顿一所公寓的中央，引人注目，让CGI技术汗颜。这是喜欢在意外中用单个镜头自我总结的好莱坞电影的范例。”《芝加哥论坛报》的迈克尔·菲利普斯给予影片2.5星（满分4星），表示“仔细看来，影片比任何主角留下“后遗症”的老套情节要新鲜，尽管导演卡索维茨缺乏闹剧天赋。“《波士顿环球报》的泰·波尔给予影片1星（满分4星），表示“影片改编自剧情时间更早的《大老婆俱乐部》，观众要求不高，或者说是一部没有任何惊喜的平庸之作。”《乡村之音》的史蒂芬妮·扎查雷克表示，“如果不是偷偷摸摸的放纵，影片给女演员的很多看上去很荒唐的工作。”
《奥兰治县记事报》的迈克尔·斯拉格给予影片C级，表示影片是一部“粗劣、不严格的喜剧。”而《时代》杂志的理查德·考斯利写道，“三个女人与妮琪·米娜扮演的卡莉的法律助手莉迪亚比起来，不够养眼和有趣。”《纽约时报》影评人斯蒂芬·霍尔登表示，影片“太哑巴、慵懒，平凑得很愚蠢，爱喧宾夺主，影片迫使演员沉闷地打闹并打嘴仗。ReelViews的詹姆斯·波拉蒂尼问道：“导演尼克·卡索维茨真的黔驴技穷了吗？”罗杰·艾伯特RogerEbert.com的克里斯·蒂雷给予影片2星（满分4星），并表示“尽管影片提出关于独立、身份和闺蜜的重要性的问题让人深省，但最终还是把这些问题遗忘得抛出窗口，希望带出剧烈的笑声。Grantland的韦斯利·莫里斯表示，”没有人分得出那些场合有趣，那些没趣。这三个女人不止一次全然不知自己在做什么，尤其是弱势的阿普顿。理查德·洛佩尔给予影片1星（满分5星），称电影“野性”。
《纽约》杂志的比基·艾比利表示：“你不能动摇处在公平世界中的感觉，这些女人——甚至拥有比这还要好的资质的凯特·阿普顿。”《迈阿密先驱报》的康妮·奥格尔给予影片3星（满分4星），表示电影“愚蠢、荒诞、充斥着让人作呕的多余幽默感，但会搞笑。影片沦落为去跟女朋友相处，用PlayStation和NBA季后赛在家里扔下你的对象、伙伴或配偶。《明星论坛报》的科林·科沃特给予影片3星（满分4星），表示“影片和许多朋友一样，是一个逃避增加妇女权利之一现实问题的喜剧，但被其所拥有的简单贞操和充斥全片的笑点提升。”《华盛顿邮报》的安·霍纳迪给予影片1.5星（满分4星），表示“电影很一般，让人过目即忘，就像角色墙上一块沙发大小的作品。全国公共广播电台的琳达·霍姆斯表示电影“是一个可憎的概念，一个愚蠢到极点的作品。”《洛杉矶时报》的贝琪·夏基建议人们“不要走得太着急，因为电影已经失去控制，试图痛揍那些贱男。”

### 获奖记录
| 年份 | 大奖         | 奖项               | 接受者                                | 结果                        |
| ---- | ------------ | ------------------ | ------------------------------------- | --------------------------- |
| 2014 | 青少年选择奖 | 最佳喜剧电影       | 《情敌复仇战》                        | 獲獎                        |
| 2014 | 青少年选择奖 | 最佳喜剧电影女演员 | 卡麥蓉·狄亞                           | 提名                        |
| 2014 | 青少年选择奖 | 最佳电影火花       | 卡梅隆·迪亚兹 莱斯莉·曼恩 凯特·阿普顿 | 提名                        |
| 2015 | 人民选择奖   | 最受欢迎喜剧电影   | 《情敌复仇战》                        | 提名                        |
| 2015 | 人民选择奖   | 最受欢迎电影女演员 | 卡麥蓉·狄亞                           | 提名                        |
| 2015 | 金酸梅奖     | 最差女演员         | 卡麥蓉·狄亞                           | 獲獎 （连同《爱爱上云端》） |
| 2015 | MTV电影大奖  | 最佳无上妝表演     | 凯特·阿普顿                           | 提名                        |